# Pranav Anand
Pranav Anand (Tiruchirappalli, 3 novembre 2006) è uno scacchista indiano.
Ha ottenuto il titolo di Maestro internazionale nel 2021 e di Grande maestro nel 2022.

## Principali risultati
Nel 2022 ha vinto a Mamaia il campionato del mondo giovanile U16.
Ha ottenuto il suo più alto rating FIDE in febbraio 2023 con 2512 punti Elo.